# Leucania stellata
Leucania stellata là một loài bướm đêm trong họ Noctuidae.